# Adenauerring (Karlsruhe)
Der Adenauerring ist eine vierspurige, ringförmige Ortsumgehung in Karlsruhe. Die Straße befindet sich im Hardtwald nördlich des Karlsruher Schlosses und verbindet den Karlsruher Westen und Osten an der Innenstadt vorbei.

## Lage und Verlauf
Der Adenauerring liegt im Norden Karlsruhes und verläuft über weite Strecken durch den Hardtwald. Die Straße hat zwei Richtungsfahrbahnen mit je zwei Fahrstreifen. An den beiden äußeren Rändern befinden sich Geh- und Radwege.
Wie der Namensteil -ring beschreibt, folgt die Straße einem ringförmigen Verlauf. Der Radius des Rings beträgt ungefähr 1100 Meter. Sein Mittelpunkt liegt etwa 100 Meter nordwestlich des Schlossturms.
Der Adenauerring wird von einigen Alleen gekreuzt, die strahlenförmig vom Karlsruher Schloss aus verlaufen. Vier Alleen führen als Fahrrad- und Fußgängerbrücken über den Adenauerring: die Knielinger Allee (Toni-Menzinger-Brücke), die Linkenheimer Allee, die Hagsfelder Allee sowie die Richard-Willstätter-Allee.
Der östliche Abschnitt des Adenauerrings trennt die Stadtteile Oststadt und Innenstadt-Ost. Der westliche Abschnitt trennt die Nordstadt von der Innenstadt-West.
Im Südosten beginnt der Adenauerring am Durlacher Tor als Fortführung der Kapellenstraße ab der Durlacher Allee. Zunächst verläuft der Adenauerring in Richtung Norden entlang des Campus des Karlsruher Instituts für Technologie. Westlich des Rings befinden sich dort neben Institutsgebäuden und anderen Einrichtungen das Studentenhaus und die Mensa am Adenauerring. Östlich des Rings befindet sich unter anderem die ehemalige Kinderklinik mit International Students Office, ein Studentenwohnheim, der Botanische Garten der Universität sowie der Ökologische Lerngarten der Pädagogischen Hochschule Karlsruhe.
Etwa ab der Kreuzung mit dem Engler-Bunte-Ring beginnt die Krümmung des Adenauerrings in Richtung Nordwesten. Im weiteren Verlauf führt die Straße durch den Hardtwald. Dort führt sie vorbei an einigen Sport- und Freizeitanlagen, unter anderem am Wildparkstadion. Entlang dieses nordöstlichen Abschnittes des Adenauerrings bestehen mit dem Waldparkplatz und dem Birkenparkplatz großzügige Parkplätze.
Westlich des Adenauerrings liegt die Nordstadt. Kurz vor dem westlichen Ende, wo sie ab der Kreuzung mit der Moltkestraße in die Reinhold-Frank-Straße übergeht, befinden sich östlich die Hochschule Karlsruhe und westlich eine Synagoge.

## Sportstätten und Freizeitanlagen am Adenauerring

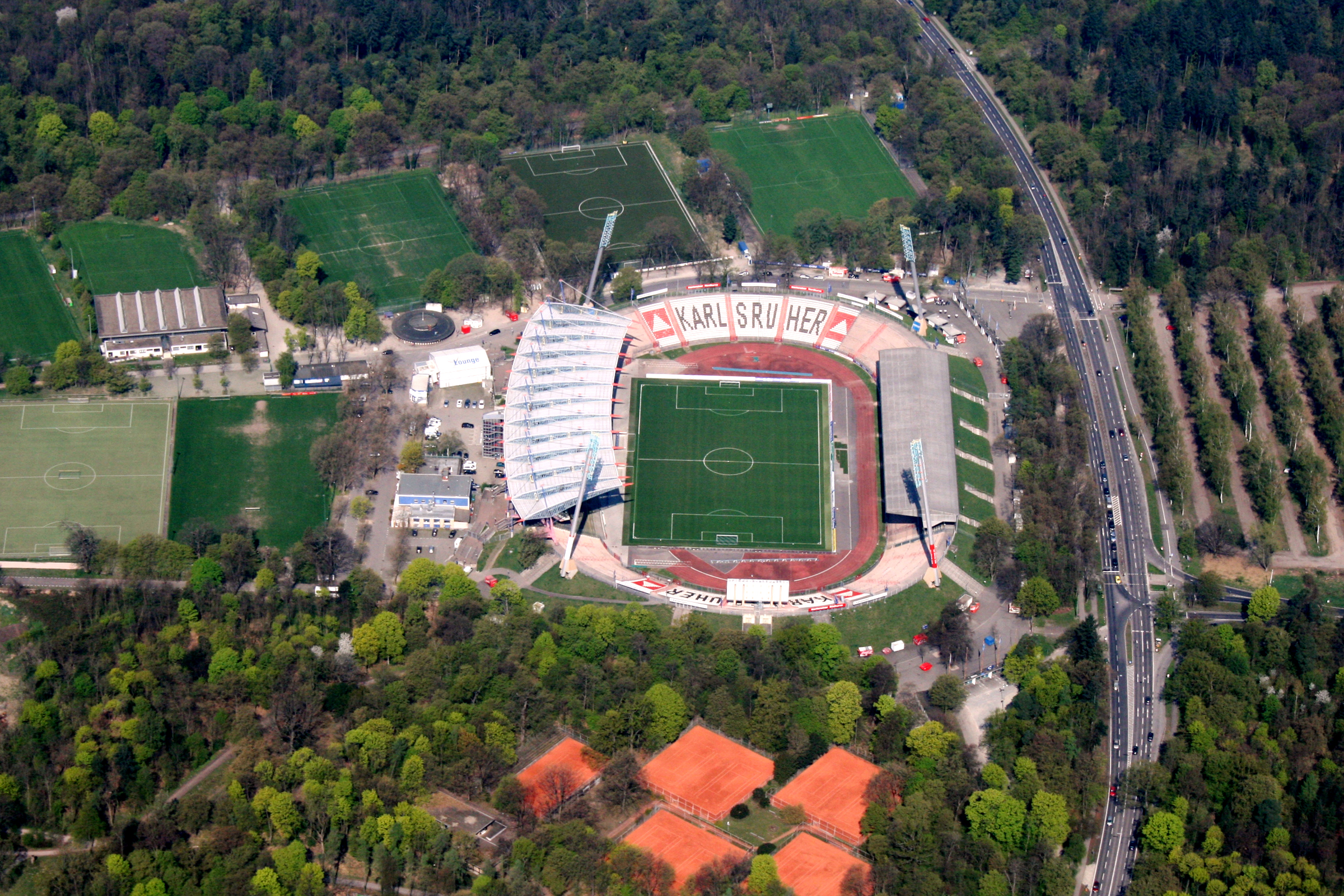
Am Adenauerring liegt das Wildparkstadion

Entlang des Adenauerrings befinden sich einige Sportstätten und Freizeitanlagen.
Freizeitanlagen am Adenauerring:

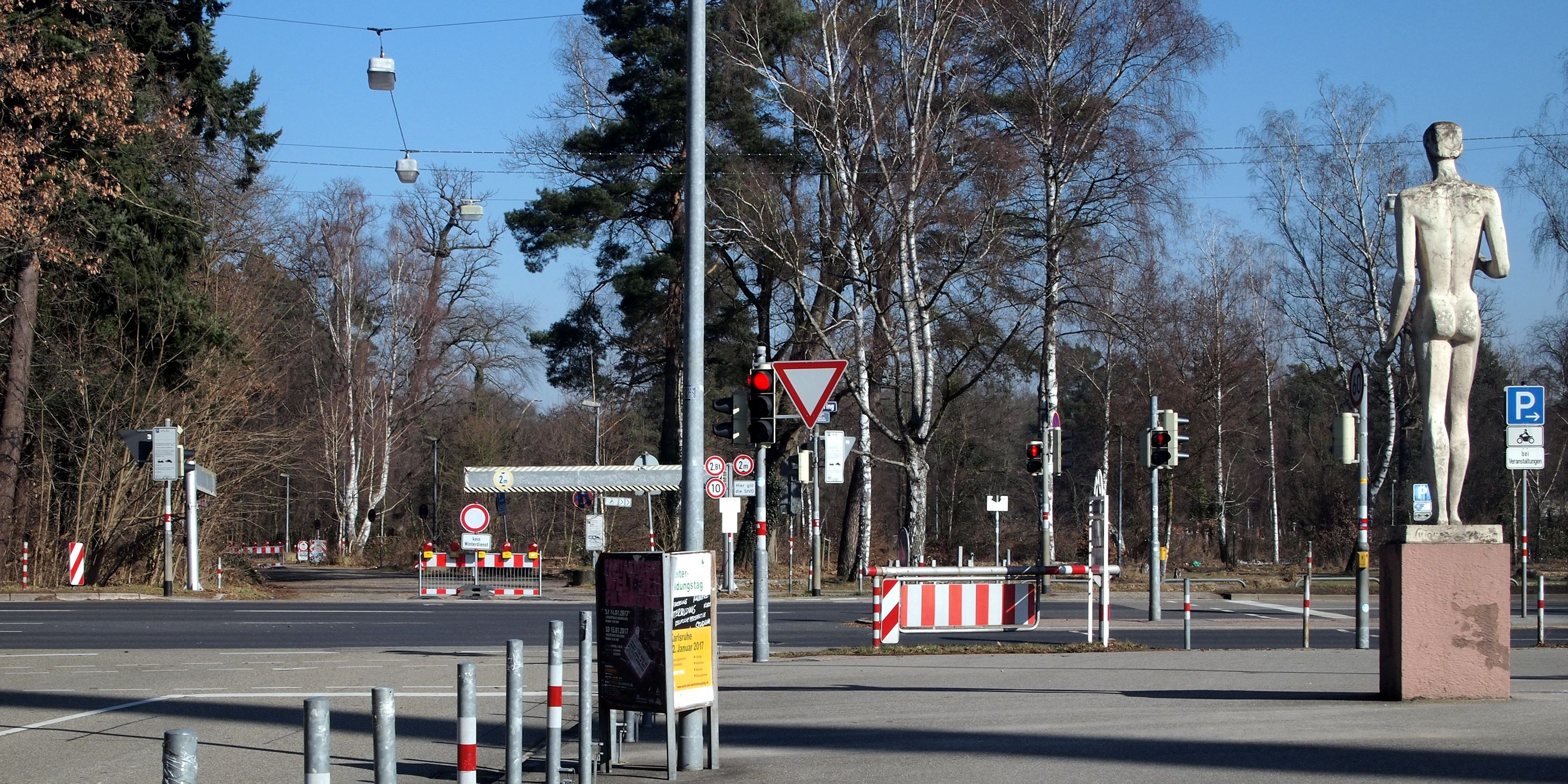
Birkenparkplatz beim Stadion

- Gustav-Jacob-Hütte der Stadt Karlsruhe
- Waldheim der Caritas Karlsruhe
- Waldheim des CVJM

Vereine und Einrichtungen mit Sportanlagen am Adenauerring:
- Freie Spiel- und Sportvereinigung Karlsruhe e. V. (FSSV)
- Karlsruher Turnverein 1846
- Karlsruher SC
- Schützengesellschaft Karlsruhe 1721 e. V.
- Spielvereinigung Olympia Hertha 1908
- Karlsruher Institut für Technologie

## Geschichte
Als nördliche Bebauungsgrenze der Stadt Karlsruhe galt lange Zeit die Ost-West-Achse durch den Schlossturm. Ab Entstehung der Republik Baden im Jahr 1918 wurde der nördliche Hardtwald allerdings für Stadterweiterungen in Erwägung gezogen. Die Entstehung des Adenauerrings geht auf einen Generalbebauungsplan des städtischen Tiefbauamts aus den 1920er-Jahren zurück, von dem nur einzelne Teilprojekte realisiert wurden. Der Adenauerring entstand zwischen 1927 und 1931 im Teilprojekt Waldringstraße, mit dem Ziel, die Innenstadt zu entlasten sowie neu angelegte Sportanlagen zu erschließen.
Ab der Freigabe der ersten Abschnitte im Jahr 1929 bis in das Jahr 1933 trug die Straße den Namen Parkring. Während der Zeit des Nationalsozialismus, zwischen 1933 und 1945, wurde die Straße in Horst-Wessel-Ring umbenannt, nach Horst Wessel. Anschließend erhielt die Straße wieder ihren ursprünglichen Namen Parkring. Im Jahr 1967 erhielt die Straße ihren Namen Adenauerring, benannt nach Konrad Adenauer.
Im Zuge der Umsetzung der Kombilösung fanden am östlichen Ende des Adenauerrings von 2011 bis 2021 Bauarbeiten für die U-Haltestelle Durlacher Tor statt.